# Héctor Camacho
Héctor Luís Camacho Matías (Bayamón, 24 mei 1962 – San Juan, 24 november 2012) was een Puerto Ricaans bokser. 
Zijn profcarrière begon in 1980. Hij won vier wereldtitels in drie verschillende gewichtsklassen: de WBC-supervedergewicht in 1983, WBC-lichtgewicht in 1985 en WBO-superlichtgewicht in 1989 en 1991. Hij behaalde opmerkelijke overwinningen tegen Roberto Durán en Sugar Ray Leonard. In 1997 verloor hij van Oscar De La Hoya in een gevecht om de WBC-weltergewichttitel. Zijn laatste gevecht was in 2010.
Op 20 november 2012 werd Camacho neergeschoten en raakte ernstig gewond, terwijl hij in een auto zat in zijn geboorteplaats Bayamón. Hij overleed vier dagen later, nadat hij klinisch hersendood was verklaard. Zijn familie verzocht de artsen om hem van de beademing af te halen.